# Mariner 1
Mariner 1 var en interplanetarisk rymdsond byggd av den amerikanska rymdflygsstyrelsen NASA, var den första i en serie om 12 planerade sonder (sedermera 10 då de två sista sonderna döptes om till Voyager) i Marinerprogrammet.

## Huvuduppdrag
Sonden sköts upp den 22 juli 1962 med planeten Venus som mål. Väl framme skulle diverse vetenskapliga mätningar genomföras, som till exempel magnetfältsmätningar, partikel- och strålningsmätningar. Sonden var även utrustad med detektorer för kosmiskt damm och en solplasmaspektrometer. Mikrovågs- och infraröda radiometrar hade monterats på en 48 cm parabolantenn. Ekipaget förstördes dock 290 s efter uppskjutning till följd av ett förmodat programmeringsfel.

## Utrustning

### Strömförsörjning
Mariner 1 var försedd med två solpaneler, 183 × 76 cm respektive 152 × 76 cm. Den kortare panelen var försedd med ett litet solsegel för att utjämna solvindskrafter. Sonden innehöll även ett 1 kWh silver-zinkbatteri som laddades från solpanelerna. Batteriet användes som kraftkälla i situationer där solpanelerna inte användes, till exempel innan de fällts ut, i skugga eller under hög last.

### Kommunikation
För kommunikation med jorden användes en 3 W radiosändare och en parabolantenn.

### Manövrering
En 225 N monopropellantmotor och kvävgasdysor användes för kursjusteringar.

### Fotnoter
1. ↑  ”NASA Space Science Data Coordinated Archive” (på engelska). NASA. https://nssdc.gsfc.nasa.gov/nmc/spacecraft/display.action?id=MARIN1. Läst 24 mars 2020.